# Instituto Católico de Oriente
El Instituto Católico de Oriente (ICO), también conocido como "Colegio Marista de San Miguel" es una institución católica educativa de carácter privado fundada a principios del siglo XX, ubicada en San Miguel, El Salvador. Administrada desde 1923 por la Congregación de los Hermanos Maristas, constituye uno de los centros educativos más importantes del país y el más prestigioso de toda la zona oriental del país. 
El colegio es conocido por brindar una de las mejores enseñanzas en El Salvador y por haber sido una de las instituciones mejor calificadas en repetidas ocasiones en la Prueba de Aptitudes para Egresados de Educación Media (PAES) de El Salvador ,así como por graduar a figuras destacadas del ámbito político, cultural y social.
La educación en dicha institución está regida bajo los lineamientos de la Congregación de los Hermanos Maristas fieles al carisma de su fundador San Marcelino Champagnat quien inspiró su modelo educativo en el ejemplo de la Virgen María.

## Historia
Con la llegada de los primeros Hermanos desde Colombia a la ciudad de San Miguel, El Salvador en 1923, propiciada por Monseñor Basilio Plantier, comienza la obra marista en Centroamérica. Ahí se instalan los cinco primeros Hermanos que fundan el primer Colegio Marista en Centroamérica, que desde el principio se llamó Instituto Católico de Oriente (ICO). Su ubicación original fue el edificio de dos plantas situado entre la iglesia San Francisco y la Cancha Álvarez, que hoy se encuentra en abandono. En 1960 el ICO se trasladó nuevas y modernas instalaciones, con canchas de basquetbol y futbol, en terrenos donados por la familia Trujillo, su ubicación actual, en la Colonia Ciudad Jardín de San Miguel. Se incorporaron como docentes varios Hermanos llegados de Cuba.
En 1924 los Hermanos se hacen cargo del Liceo San Alfonso para los niños más pobres de la Colonia Mejicanos. 
Ese mismo año, la Congregación se hace cargo del Liceo Salvadoreño.
En 1925, se crea el Colegio Champagnat en Santa Tecla.
El Liceo San Luis de Santa Ana abre sus puertas en 1938 en un antiguo local. Poco a poco se abren paso y se inaugura el actual edificio en la Final ave. Moraga Sur.